# Backnang

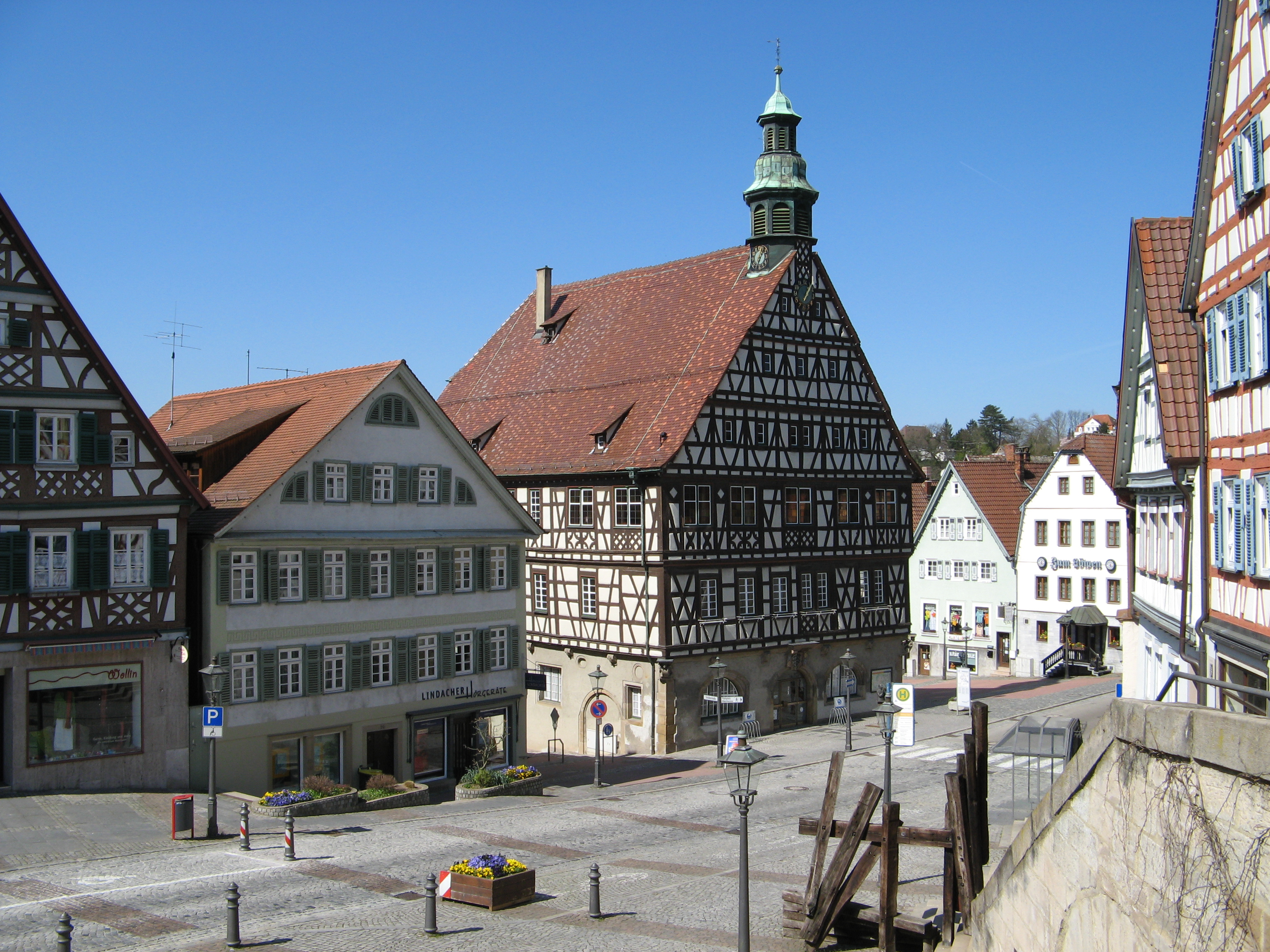
Backnang

Backnang este un oraș din landul Baden-Württemberg, Germania, la aproximativ 30 de kilometri nord-est de Stuttgart. Este al patrulea oraș ca mărime din Districtul Rems-Murr. 